# Atys guildingi
Atys guildingi is een slakkensoort uit de familie van de Haminoeidae. De wetenschappelijke naam van de soort werd in 1869 voor het eerst geldig gepubliceerd door George Brettingham Sowerby II.